# اشلی کورکر
اشلی کورکر (انگلیسی: Ashley Corker؛ زادهٔ ۱۸ سپتامبر ۱۹۹۰) بازیکن فوتبال اهل بریتانیا است.
از باشگاه‌هایی که در آن بازی کرده‌است می‌توان به باشگاه فوتبال ویتبای تاون، باشگاه فوتبال کمبریج یونایتد، و باشگاه فوتبال نورث‌همپتون تاون اشاره کرد.